# Romery
|  | Per a altres significats, vegeu «Romery (Marne)». |

Romery és un comú francès al departament de l'Aisne (regió dels Alts de França). L'any 2007 tenia 79 habitants.

## Història
El poble de Romery apareix per primer cop al segle xiii amb el nom de Romeris, després Roumeris el 1295 en un cartulari de l'abadia de Fervaques. Des de llavors s'ha escrit de diferents maneres segons els diferents transcriptors: Rommeris, Roumeries, Rommery, Roumery el 1586 i finalment la grafia actual Romery a la Carta Cassini al segle xviii.

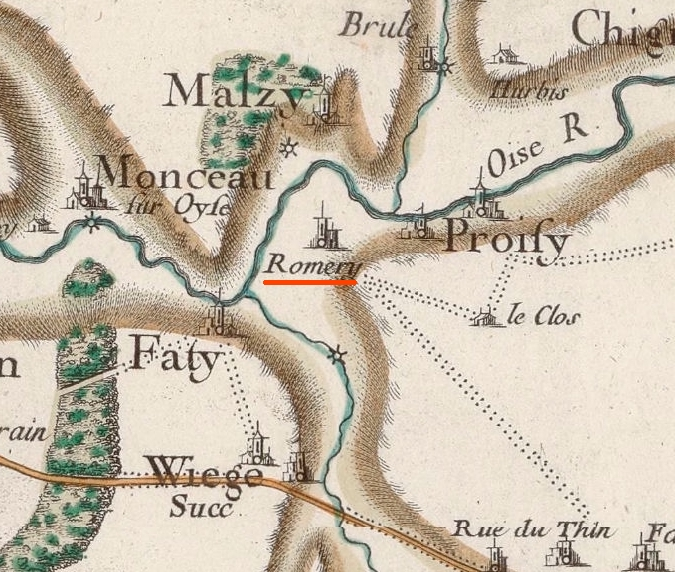
Detall de la Carta de Cassini del sector (vers 1750)

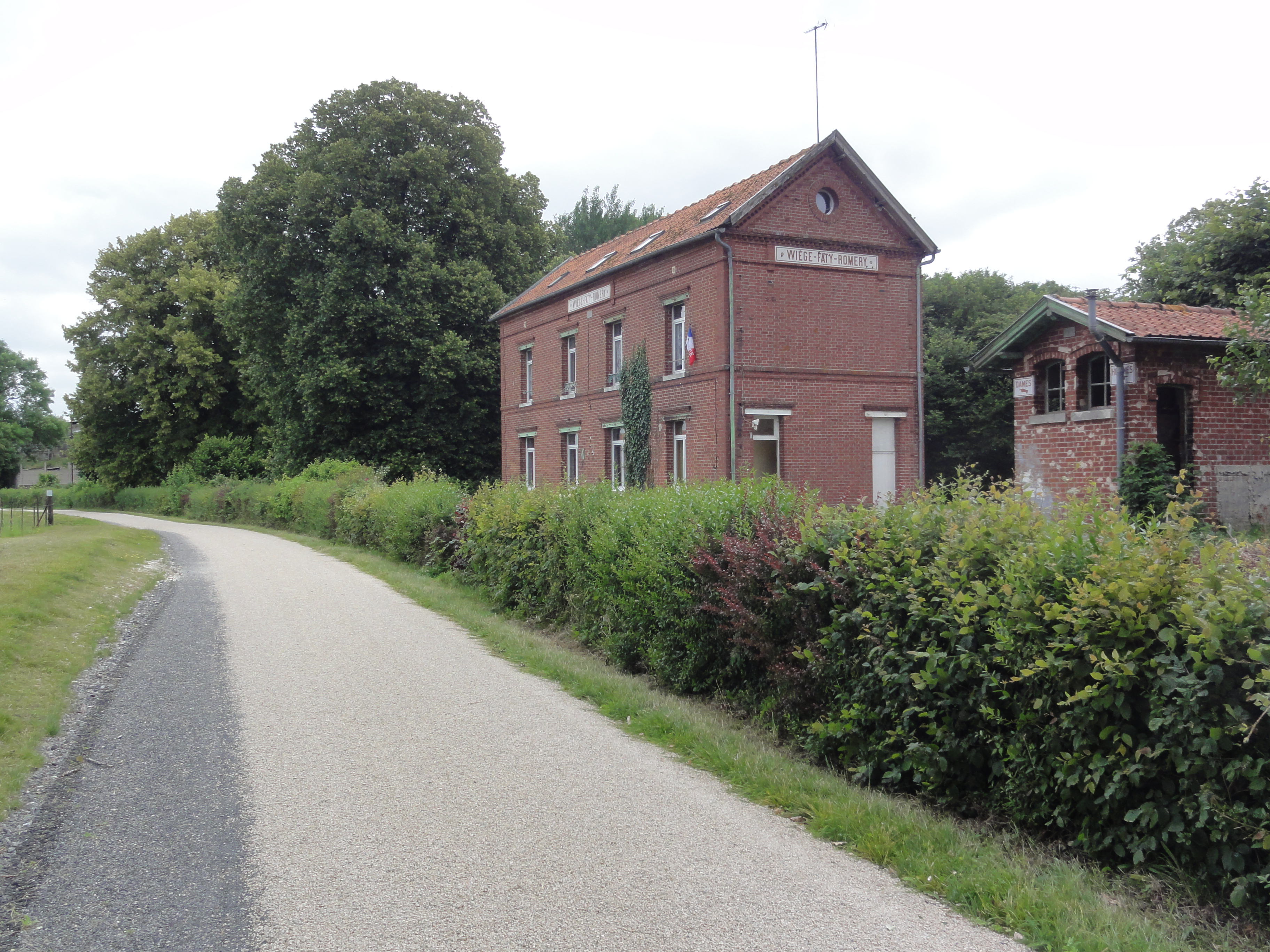
Antiga estació de Wiège-Faty - Romery

Les nombroses vies fluvials que serpentegen pel Thiérache han permès la instal·lació de molts molins hidràulics: molts han permès moldre gra per obtenir farina i d'altres, sobretot a Romery, Rougeries, Saint-Gobert, Voulpaix, Wiège-Faty, Franqueville, Vervins, Thenailles, Harcigny s'han convertit en molins paperers.
La sínia del molí accionava un eix sobre el qual es fixaven tacs amb maces que copejaven la matèria primera composta per una quarta part de residus de cànem i draps i la resta de paper reciclat. Després, la polpa obtinguda es treballava seguint unes especificacions molt estrictes per tal d'obtenir diferents menes de paper que s'utilitzaven sobretot per a envasar aliments a les botigues de queviures.
Jean Baptiste Déruelle va construir a Romery l'any 1814 una petita fàbrica de paper de només deu malls visibles al plànol cadastral de 1826. Va fabricar paper gris tipus Picard destinat a les botigues de queviures de la zona. L'últim propietari, Réné Fournier, va decidir enderrocar-lo l'any 1846.
L'any 1888 Bailly va escriure una monografia municipal que es pot consultar al lloc de l'Arxiu Departamental de l'Aisne.
Romery tenia una estació comuna amb Wiège-Faty situada a la línia ferroviària de Guise a Hirson que va funcionar des de 1910 fins a 1978, així com a la línia de Romery a Liart de 1912 a 1951. Quatre trens s'aturaven cada dia en aquesta estació en ambdues direccions.
Al monument als difunts hi ha inscrits els noms dels quinze soldats de Romery que van durant la Primera Guerra Mundial.

## Demografia

### Població
El 2007 la població de fet de Romery era de 79 persones. Hi havia 36 famílies de les quals 8 eren unipersonals (4 homes vivint sols i 4 dones vivint soles), 16 parelles sense fills, 8 parelles amb fills i 4 famílies monoparentals amb fills.
La població ha evolucionat segons el següent gràfic:

### Habitatges
El 2007 hi havia 44 habitatges, 34 eren l'habitatge principal de la família, 9 eren segones residències i 1 estava desocupat. Tots els 44 habitatges eren cases. Dels 34 habitatges principals, 30 estaven ocupats pels seus propietaris, 3 estaven llogats i ocupats pels llogaters i 1 estava cedit a títol gratuït; 1 tenia una cambra, 2 en tenien dues, 6 en tenien tres, 14 en tenien quatre i 11 en tenien cinc o més. 24 habitatges disposaven pel capbaix d'una plaça de pàrquing. A 13 habitatges hi havia un automòbil i a 15 n'hi havia dos o més.

### Piràmide de població
La piràmide de població per edats i sexe el 2009 era:
| Homes | Edats   | Dones |
| ----- | ------- | ----- |
| 0     | 95 o +  | 0     |
| 0     | 90 a 94 | 0     |
| 4     | 85 a 89 | 0     |
| 0     | 80 a 84 | 4     |
| 0     | 75 a 79 | 4     |
| 0     | 70 a 74 | 4     |
| 0     | 65 a 69 | 0     |
| 4     | 60 a 64 | 4     |
| 4     | 55 a 59 | 4     |
| 12    | 50 a 54 | 8     |
| 0     | 45 a 49 | 0     |
| 0     | 40 a 44 | 0     |
| 4     | 35 a 39 | 0     |
| 0     | 30 a 34 | 0     |
| 0     | 25 a 29 | 0     |
| 0     | 20 a 24 | 4     |
| 4     | 15 a 19 | 0     |
| 0     | 10 a 14 | 0     |
| 0     | 5 a 9   | 4     |
| 0     | 0 a 4   | 0     |

## Economia
El 2007 la població en edat de treballar era de 51 persones, 36 eren actives i 15 eren inactives. De les 36 persones actives 25 estaven ocupades (15 homes i 10 dones) i 11 estaven aturades (6 homes i 5 dones). De les 15 persones inactives 9 estaven jubilades i 6 estaven classificades com a «altres inactius».
Activitats econòmiques
L'únic establiment que hi havia el 2007 era d'una empresa financera.
L'any 2000 a Romery hi havia 4 explotacions agrícoles.

## Poblacions properes
El següent diagrama mostra les poblacions més properes.